# Antonio Longhini
Antonio Longhini (Como, 29 marzo 1918 – Fontanelle, 16 novembre 1944) è stato un aviatore italiano.
Pilota da caccia della Regia Aeronautica partecipò alla seconda guerra mondiale, dove divenne un  pluridecorato asso dell'aviazione.

## Biografia
Nacque a Como il 29 marzo 1918, figlio di Cristiano e di Dina Finco. Frequentò il liceo classico di Bassano del Grappa, e dopo aver conseguito la maturità si iscrisse alla Facoltà di Farmacia. Abbandonò l'università dopo il primo anno, conseguendo il brevetto di volo civile presso la R.U.N.A. di Vicenza nel 1939. Nel novembre dello stesso anno fece domanda al Ministero dell'Aeronautica per essere ammesso a frequentare il Corso Allievi Ufficiali Piloti, che venne accettata. Frequentò il corso presso l'aeroporto di Castiglione del Lago nel 1940, e ottenuto il brevetto di pilota militare a Foligno nel 1941 fu immediatamente inviato ai reparti da caccia. Combatte in seno alla 370ª Squadriglia Caccia Terrestri, e poi alla 355ª equipaggiata con i caccia Aermacchi C.202 Folgore. Tra il 1941 e il settembre 1943 operò in Sicilia, Calabria, Albania e per molto tempo in Sardegna, conseguendo cinque vittorie aeree che gli valsero la qualifica di "asso". Per le sue azioni durante la battaglia di Pantelleria, combattuta tra il 14 e il 15 giugno 1942, viene decorato con la Medaglia di bronzo al valor militare "sul campo". Combatte valorosamente anche durante la battaglia di mezzo agosto (14-15 agosto 1942), ottenendo la sua prima Medaglia d'argento al valor militare, cui ne seguiranno altre due. Alla data dell'armistizio con gli angloamericani, l'8 settembre 1943, lasciò il reparto per fare ritorno in famiglia, ad Asiago.
Dopo il bombardamento su Vicenza, avvenuto il giorno di Natale del 1943, decise di arruolarsi nell'Aeronautica Nazionale Repubblicana per difendere le città dell'Italia del nord dalle incursioni dei bombardieri alleati. Entrò a far parte della 2ª Squadriglia del 2º Gruppo caccia "Gigi Tre Osei", dotata di caccia Fiat G.55 Centauro.
Il 14 novembre 1944 il generale Maximilian Ritter von Pohl lo decorò con la Croce di Ferro di 2ª classe per aver impegnato in combattimento, da solo, una formazione di bombardieri alleati, salvando alcuni caccia Messerschmitt Bf.109 che stavano decollando.
Il 16 novembre otto caccia Messerschmitt Bf.109G-6 della 2ª Squadriglia, al comando del capitano Mario Bellagambi, decollarono da Aviano per intercettare una formazione di bombardieri Boeing B-17 Flying Fortress pesantemente scortata da caccia North American P-51 Mustang che avevano come obiettivo Ormelle e San Polo di Piave. Dopo aver abbattuto due caccia Republic P-47 Thunderbolt attaccò risolutamente un bombardiere B-17 abbattendolo. Subito dopo due caccia Lockheed P-38 Lightning sorpresero l'aereo, ormai senza munizioni per difendersi, abbattendolo. Il pilota rimase ucciso sul colpo, e il suo velivolo precipitò in località Lutrano di Fontanelle. Al suo attivo aveva 8 vittorie, 5 conseguite nella Regia Aeronautica e 3 nelle file dell'Aeronautica Nazionale Repubblicana.
In sua memoria la città di Asiago gli ha dedicato un giardinetto. La locale sezione dell'Associazione Arma Aeronautica porta il suo nome.

## Onorificenze

### Onorificenze italiane
- Insignito del Distintivo della “Freccia D'Oro” per oltre cento azioni di guerra.

### Annotazioni
1. ↑  Un imprenditore edile.
2. ↑  Delle 3 Medaglie d'argento al valor militare, due gli furono assegnate "sul campo".
3. ↑  Costituitosi nel dicembre 1943 sull'aeroporto di Milano Bresso.
4. ↑  Si trattava dell'aereo n/c 44-8391, i cui membri dell'equipaggio si salvarono lanciandosi con il paracadute.

### Fonti
1. 1 2 3 4 5 6 7 8 9  Lembo 2011, p. 6.
2. 1 2 3 4 5 6 7  Il Nastro Azzurro n.6, novembre-dicembre 2009, p. 26.
3. 1 2 3 4 5 6  Lembo 2011, p. 7.
4. 1 2 3  Il Nastro Azzurro n.6, novembre-dicembre 2009, p. 27.
5. 1 2  D'Amico, Valentini 1985, p. 75.
6. 1 2 3 4 5  Caruana 1989, p. 23.
7. ↑  Arena 1995, p. 125.
8. ↑  Arena 1971, p. 399.
9. ↑  Registrato alla Corte dei Conti addì 17 marzo 1943-XXI, registro n.18 Aeronautica, foglio n.41.